# Skradno
Skradno är en ort i Bosnien och Hercegovina.   Den ligger i entiteten Federationen Bosnien och Hercegovina, i den centrala delen av landet, 50 km nordväst om huvudstaden Sarajevo. Skradno ligger 453 meter över havet och antalet invånare är 625.
Terrängen runt Skradno är huvudsakligen kuperad, men åt sydväst är den bergig. Runt Skradno är det ganska tätbefolkat, med 93 invånare per kvadratkilometer.. Närmaste större samhälle är Zenica, 9,2 km norr om Skradno. 
Omgivningarna runt Skradno är en mosaik av jordbruksmark och naturlig växtlighet.